# Tommy Pridnig

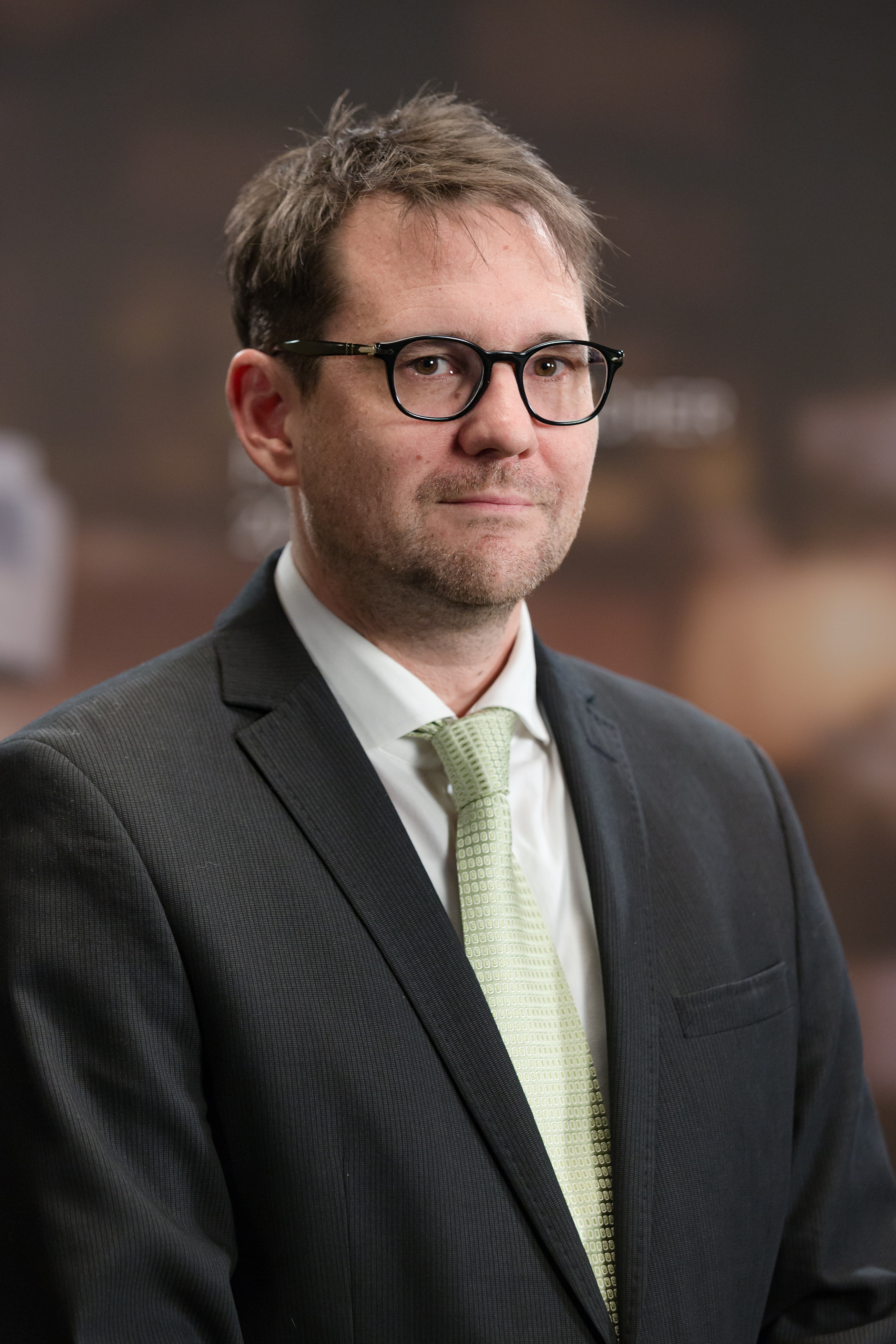
Tommy Pridnig (2017)

Tommy Pridnig, eigentlich Thomas Pridnig, (* 1974 in Klagenfurt) ist ein österreichischer Filmproduzent. Seit 2010 ist er gemeinsam mit Peter Wirthensohn geschäftsführender Gesellschafter der Filmproduktionsgesellschaft Lotus Film.

## Leben
Thomas Pridnig studierte ab 1994 an der Filmakademie der Universität für Musik und darstellende Kunst Wien, das Studium schloss er 2003 als Magister ab.
Von 2000 bis 2006 war er als freischaffender Produktionsleiter und ausführender Produzent tätig. Ab 2006 war er als Produzent für Ulrich Seidl tätig, bis er dann schlussendlich 2009 als Produzent für die Filmproduktionsgesellschaft Lotus Film tätig wurde. 2010 übernahm er gemeinsam mit Peter Wirthensohn vom Gründer Erich Lackner die Lotus Film, deren geschäftsführender Gesellschafter er seitdem gemeinsam mit Wirthensohn ist. Pridnig ist Mitglied der Akademie des Österreichischen Films.

## Filmografie (Auswahl)
- 2011: Brand – Eine Totengeschichte
- 2011: Whores’ Glory
- 2012: Die Vermessung der Welt (Koproduktion)
- 2012: The Strange Case of Wilhelm Reich (Koproduktion)
- 2012: Die kleine Lady (Koproduktion)
- 2014: Kathedralen der Kultur – Die Russische Nationalbibliothek (Dokumentarfilm, Koproduktion)
- 2014: Blutsschwestern (Fernsehfilm)
- 2014–2018: Landkrimi (Fernsehreihe)
  - 2014: Die Frau mit einem Schuh
  - 2015: Der Tote am Teich
  - 2015: Kreuz des Südens
  - 2018: Der Tote im See
  - 2022: Zu neuen Ufern
- 2015: Gespensterjäger – Auf eisiger Spur (Koproduktion)
- 2015: Thank You for Bombing (Produktion & Drehbuch)
- 2015: Projekt: Superwoman (Dokumentarfilm)
- 2016: Das Geheimnis der Hebamme (Koproduktion)
- 2017: Untitled (Dokumentarfilm)
- 2017–2022: Stadtkomödie (Fernsehreihe)
  - 2017: Herrgott für Anfänger
  - 2019: Der Fall der Gerti B.
  - 2022: Der weiße Kobold
- 2018: Erik & Erika
- 2018: Kalte Füße
- 2019: Herzjagen (Fernsehfilm)
- 2020: Tatort: Krank (Fernsehreihe)
- 2022: Der Onkel – The Hawk
- 2022: Der Fuchs
- 2022: Riesending – Jede Stunde zählt (Fernsehfilm)
- 2024: Die Herrlichkeit des Lebens
- 2024: Die Fälle der Gerti B. (Fernsehserie)
- 2025: Welcome Home Baby

## Auszeichnungen und Nominierungen
- Österreichischer Filmpreis 2012 – Auszeichnung in der Kategorie Bester Dokumentarfilm für Whores’ Glory
- Romyverleihung 2016 – Nominierung in der Kategorie Bester Produzent TV-Film für Kreuz des Südens
- Österreichischer Filmpreis 2017 – Auszeichnung in den Kategorien Bester Spielfilm und Bestes Drehbuch für Thank You for Bombing
- Österreichischer Filmpreis 2018 – Auszeichnung in der Kategorie Bester Dokumentarfilm für Untitled
- Österreichischer Filmpreis 2023 – Nominierung in der Kategorie Bester Spielfilm für Der Fuchs
- Romyverleihung 2023 – Auszeichnung in der Kategorie Bester Film Kino für Der Fuchs
- Romyverleihung 2023 – Auszeichnung in der Kategorie Bester Film TV/Stream für Der weiße Kobold